# 廿楽冴姫
廿楽 冴姫（つづら さき、Saki Tsuzura）は、悠紀エンタープライズ開発の2D対戦型格闘ゲーム『アルカナハート』シリーズに登場する架空の人物。
担当声優は志村由美。

## キャラクター設定

### 『1』『FULL!』
東京の上空の不穏な空気の中から、かつてイギリスで次元の歪みに飲み込まれ遭難した時と同じ何かを感じ取る。そして自身が過去に経験した事件が繰り返される事を危惧し、それを阻止すべく行動を開始する。
戦闘ステージは「新宿・摩天楼」。西新宿に建つビルの屋上の一角であり、奥には東京都庁も見える。アルカナフォース時は空が暗くなり、ユニコーンや巨大魚や多数の水母の姿の聖霊が現れる。

### 『2』『すっごい！』
フィオナと生き別れになった事件のトラウマは彼女との再会である程度解消され、苦手だった対人関係も改善されて人当たりが良くなってきている。関東各地に再び現われた大量の次元の歪みへの日本聖霊庁の歪みへの対策行動に自ら志願して協力する。それは「自分にやれることは精一杯やろう」という、冴姫自身の意思の表れでもある。

### 『3』
日本各地に発生した大量の次元の歪みへの日本聖霊庁の対策行動に志願して協力する。次元の歪みから現れる、聖霊石の原石を集めると願いが叶うという噂があり、自身は信じてはいないもののそれがフィオナが人間に戻る手助けになればと思い、聖霊石の原石を探している。

## 人物
イギリスからの帰国子女。過去の親友を失った辛い経験からか、同世代の女の子と比べると若干大人びた性格をしている。しかし、実のところ失うことを恐れ素直になれないでいるだけで、幼馴染のはぁとの事を誰よりも気に掛けている。
青い長髪に常にヘアバンドをつけており、本人曰く付けている事に意義があるらしい。
制服は赤いベストを着用しており、黒のストッキングをはいている。幼い頃は聖霊を見る力は無かったが、イギリスでの滞在中に親友だったフィオナと生き別れになった事件をきっかけにして、その力を身に付けた。

## キャラクターの特徴
通常技は大半が蹴り技に比重が置かれており、必殺技に至っては移動技の「ルァハ」を除き、全てが蹴り技で構成されている。
必殺技コマンドの大半が溜め技であることも特徴。
「クラウ・ソラス」の強さを押し出した切り替えしと、しゃがみガード不能の特殊ジャンプ攻撃や「オルナ」を使ったガード崩し能力に長け、攻守共にバランスに優れている。
遠距離戦はあまり得意ではないため、如何に相手に近付き接近戦に持ち込むかが重要となる。

## 技の解説

### 必殺技
クラウ・ソラス
体を縦方向に反転し、回転蹴りを繰り出しながら上昇する対空技。
発生が非常に早く、出掛かりに無敵時間があるので、対空や割り込み等に使いやすい。A・Bは空中ガード不可で、Cのみ蹴りを2回放ち、相手を上空に打ち上げる効果がある。対空での使用時に「相殺」が発生しやすいので、それを見越しての戦略も取れる。
『2』以降は性能が変化し、Aは空中ガード不可、Bは相殺無視、Cは大きく前進しながら二回蹴りを放つようになっており、より使い分けの重要性が増した。
ブリューナク
体を捻り、横方向に蹴りを繰り出しながら突進する必殺技。A・B・Cにより移動距離が変化し、Cの方が遠くまで移動する。また、Cのみ壁に相手を叩きつける効果を持つ。Aは、発生が早くガードされても不利になりにくいので、牽制として使いやすく連携に組み込みやすい。
『2』以降は、空中でも出せるようになった。
フラガラッハ
空中から、下方に向けて放つ回転蹴り。中段属性のため、しゃがみガード不可。低空で出せば、相手の防御を崩すことができる。A・B・Cによって軌道が変化し、Cはより高い軌道を描いて技を発動させる。空中での連係技として使い勝手が良い。
オルナ
飛び上がってから、直下に落下するように蹴りを放つ。隙が少ないため、反撃を受けにくい。中段属性のため、しゃがみガード不可。溜め方向が上であるため、慣れていないと出しづらい。A・B・Cによって技の使用後に反動で跳び上がる距離が変わり、Cの方が高い位置まで跳ぶ。
ルァハ
『2』から登場。転がって前に進む技。相手の背後に回ることも可能で、相手をかく乱するのに使える。ただし動作中は全くの無防備で、この間に相手の攻撃を受けるとカウンターヒット扱いになってしまう。
ゴームグラス
『3』から登場。ハイキックから連続蹴り〜「クラウ・ソラス」を繰り出す。格闘ゲーム史上でも極めて珍しい、レバー前方向に溜める技である。

### 超必殺技
リア・ファイル
「クラウ・ソラス」のパワーアップ版。3連続で「クラウ・ソラス」を放ってから、相手を上空に打ち上げる。ホーミングでの追撃が可能。地空両方で発動可能で、地上時の場合は最初の一撃は「相殺」が発生しない。なお、『2』からは、空中版のみ最後に相手を地面に叩きつけるようになった。
エル・イードヴァル
『2』から登場。「ブリューナク」のパワーアップ版。多段ヒットさせて突進し、壁に相手を叩きつける効果を持つ。地空両方で発動可能。

### クリティカルハート
ガルフ・ダグザ
ダッシュから攻撃を叩き込む乱舞技。ただし、ヒットした相手をロックする事はないので、空中の相手にヒットすると全段ヒットはしない。ダッシュ中に中段属性の攻撃を「相殺」することができる。また、発生時にごく短時間の無敵時間が存在している。『1』では通常の超必殺技（ゲージ1本消費）で、最後に相手を空中へ打ち上げるため、ホーミングなどで追撃が可能。
『2』からはクリティカルハートに格上げされ、ボタン連続入力型の技になっている。こちらの場合、打ち上げからのホーミングキャンセル〜空中追撃の流れも入力に含まれているが、このホーミングキャンセルではゲージを消費しない。

## 契約アルカナ
“戦乙女と称えられた女王” 雷のアルカナ ヴァンリー（Bhanri）
青い水晶の様な体を持つ、女性の姿をした聖霊。かつて自国を守る為に自ら戦い続けた女王が、臣下の裏切りによって死した後も民衆から慕われ、心の拠り所として祀られた。そして、その気高さと純粋さにより聖霊となり、グレートブリテン島の北部で長い眠りについていた。しかし、次元の歪みの中で、死の危機に瀕してもなお友を救おうとする冴姫を見つけ、彼女の内なる気高さと純粋さにかつての自分を重ね合わせ、その命を救った。冴姫がその気高さを失わない限り、無償で力を貸すという契約を結んでいる。

### 属性効果
ファリィム
「打ち上げ」と「ふっ飛ばし」効果のある通常攻撃の溜め中に、「相殺」判定を付与する。
エンスィーム
フロントステップ中に、「相殺」判定を付与する。

### アルカナ必殺技
スカルト エルム
相手の真上に雷を落とす。自動的に相手を捕捉して攻撃する。発生までに若干のタイムラグがあるために、移動中の相手に対して出すと当たらない事が多い。
クリィーオフ
「相殺」発生時のみ使用可能。雷の槍を出して相手を突き刺す。当たった相手は、画面端の壁に叩きつけられる。発生までに無敵時間があり、発生も早い。ただし、しゃがんでいる相手には当たらないこともある。

### アルカナ超必殺技
フェアルグ ロルグ
「スカルト エルム」を3発連続で落とすパワーアップ版。発動時の相手の位置から、左右いずれかの方向に順番に雷を落としていく。ボタン押しっぱなしで落ちる位置にマークが出て、任意のタイミングでボタンを離して発射する仕様となっている。コマンドが右用と左用が存在し、用途に応じて使い分けられる。
エムローン エナッド
一定時間、周囲に複数の落雷による攻撃を出す。発生が早く連携に組み込みやすいが、攻撃判定が判りやすいために、若干当てづらい面もある。

### アルカナブラスト
ドリィハロッグ
ホーミング移動中に、「相殺」判定が付与される。この効果は、『FULL!』以前はアルカナフォースでの効果だったが、『2』ではアルカナブラストの効果になっている。

### アルカナフォース
キァルト ヴェルサ
『2』より登場（『FULL!』以前は「ドリィハロッグ」が発動する）。地上ガード時に、「相殺」判定が付与される。

### アルカナブレイズ
ブロデュール アナム
プレイヤーの真上に向けてヴァンリーが移動後、斜め下方へ向けて急降下の体当たりを繰り出す。空中ガード不能で相手を自動追尾するが、発生が遅いために若干当てづらい。また、ヴァンリーが落下する前までにダメージを受けてしまうと、技が中断されてしまう。当たった相手は、落下後に受け身不能のバウンド状態となるため、追撃が可能。